# Vils-Engtal
Das bayerische Naturschutzgebiet Vils-Engtal befindet sich am Unterlauf der Vils in Vilshofen an der Donau im Landkreis Passau.
Das Naturschutzgebiet wurde mit Verordnung vom 12. August 1997 eingerichtet. Es hat eine Größe von rund 78,5 Hektar und liegt in den Gemarkungen Alkofen, Aunkirchen und im Stadtgebiet der Kleinstadt Vilshofen an der Donau. Es ist ein beliebtes Naherholungsgebiet, so befinden sich an beiden Vilsufern gut ausgebaute Fahrradwege mit mehreren Rastmöglichkeiten.

## Kommerzieller Granitabbau
Fast 100 Jahre lang – bis Mitte des Zweiten Weltkrieges – wurde im Unterlauf der Vils Granit abgebaut, der über ein Feldbahnsystem zum Güterbahnhof Taferl und dann auf der Bahnstrecke Vilshofen–Aidenbach ins nahe gelegene Vilshofen abtransportiert wurde. Nach Aufgabe der Abbautätigkeit "holt" sich die Natur das Gebiet wieder zurück. Unter dem Grundwasserspiegel liegende Abbaustätten füllten sich zum Teil wieder mit Wasser. Auf diese Weise entstand der Taferlsee. Noch heute sind die Hinterlassenschaften des Granittagebaus entlang der Vils sichtbar.
Im Vils-Engtal-Naturschutzgebiet befinden sich drei Wasserkraftwerke.

## Galerie

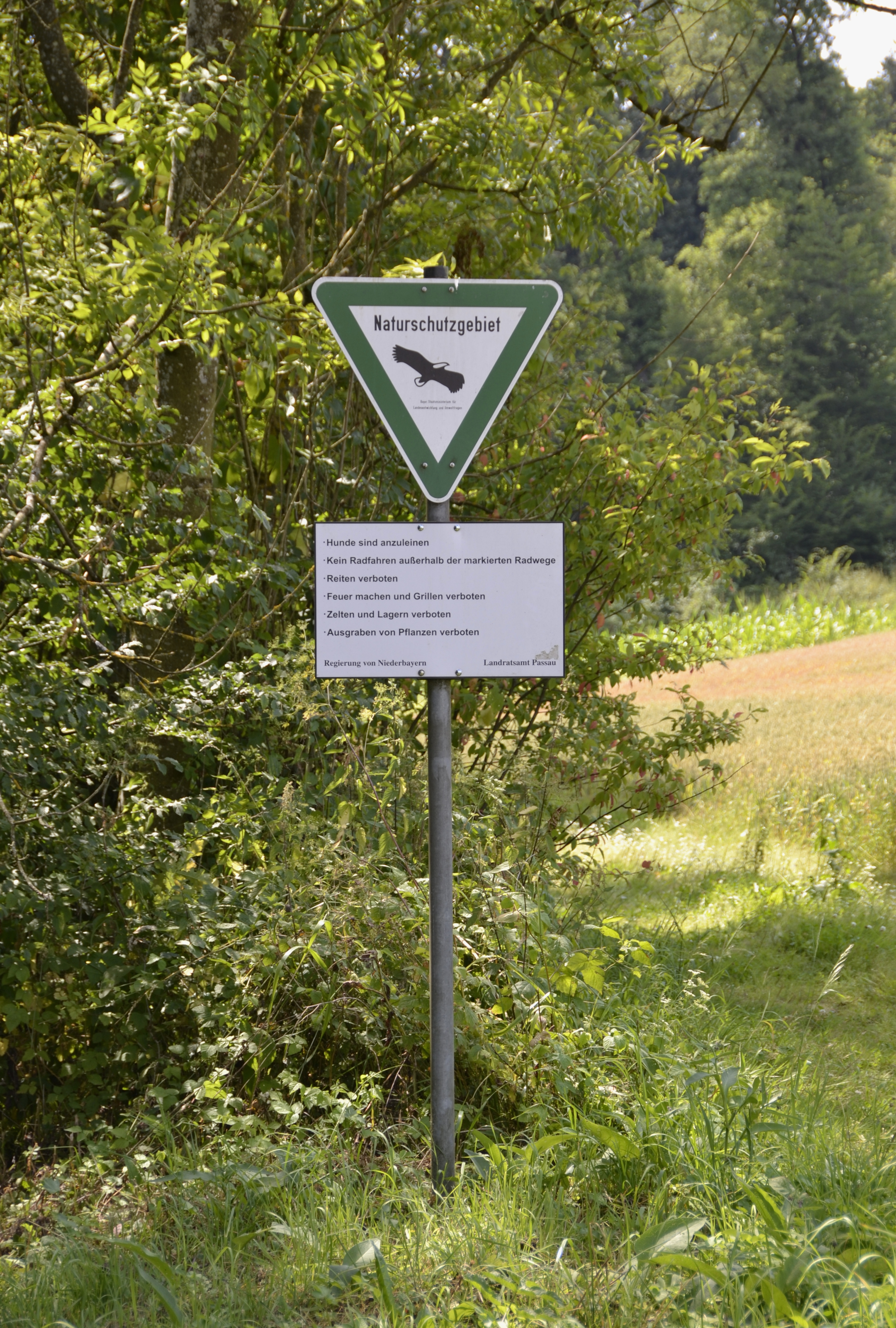
Das Naturschutzgebiet-Hinweisschild am nördlichen Rand
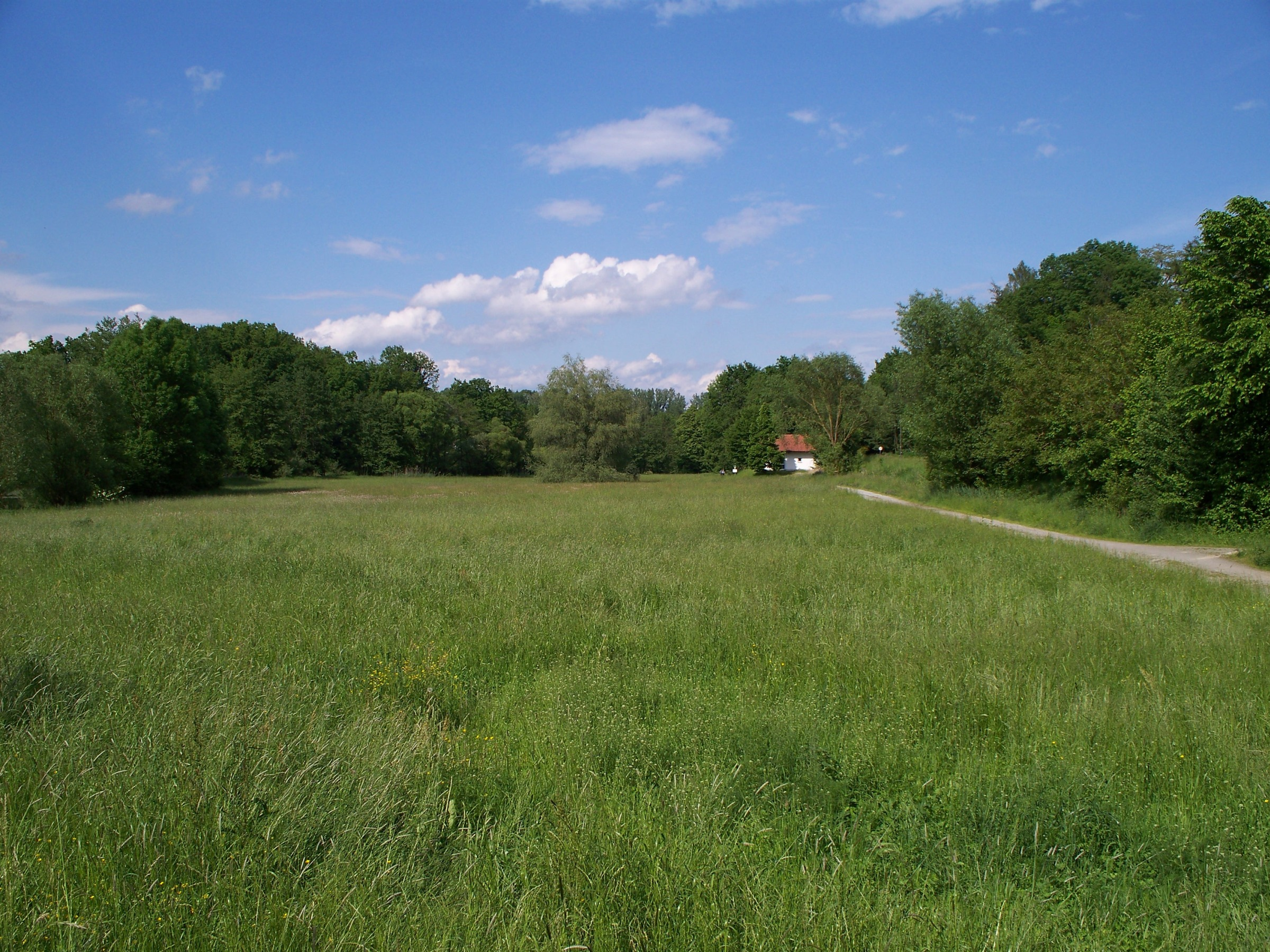
Vilsauen des Naturschutzgebiets bei Aunkirchen
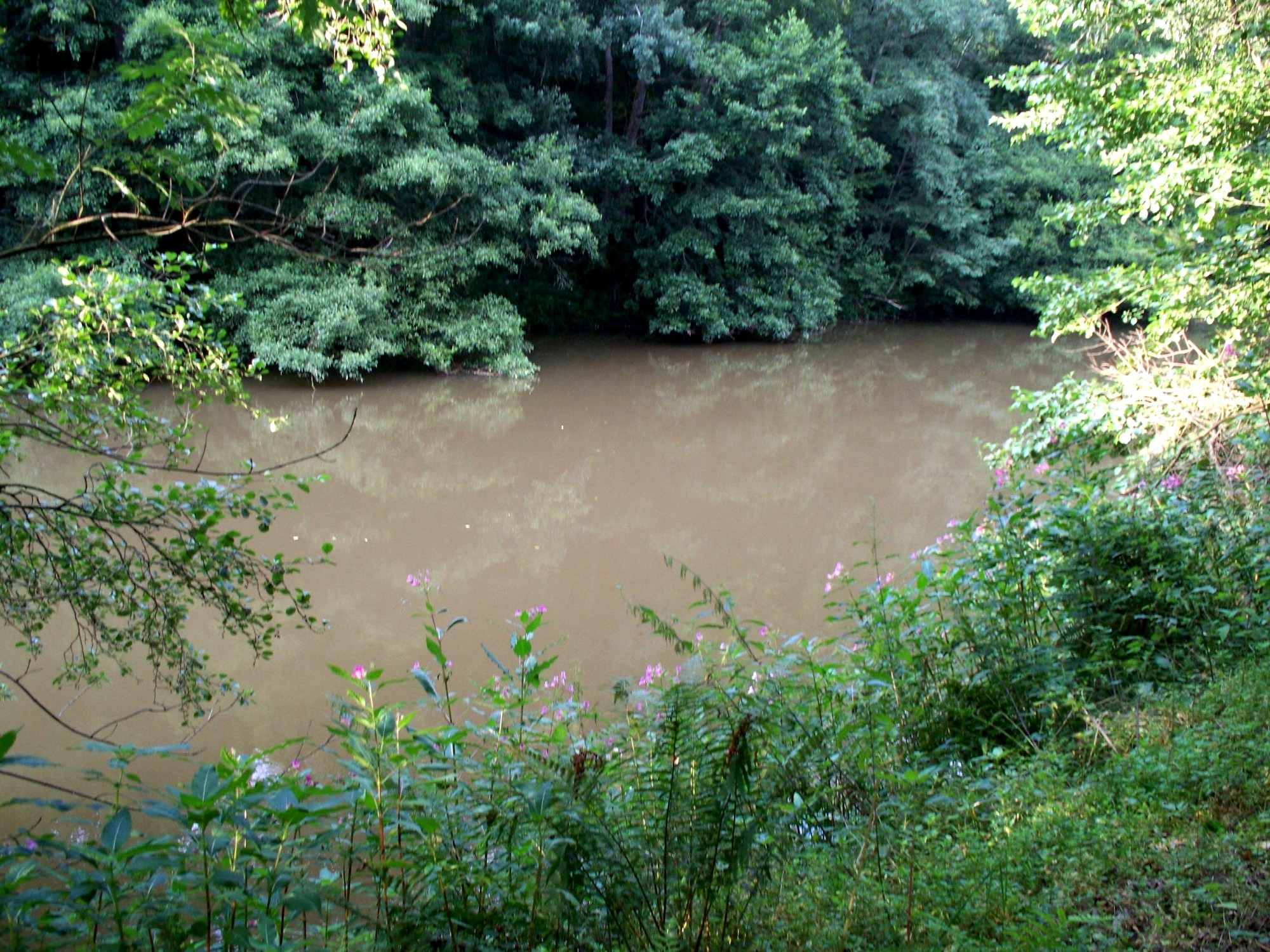
Die Vils im Naturschutzgebiet
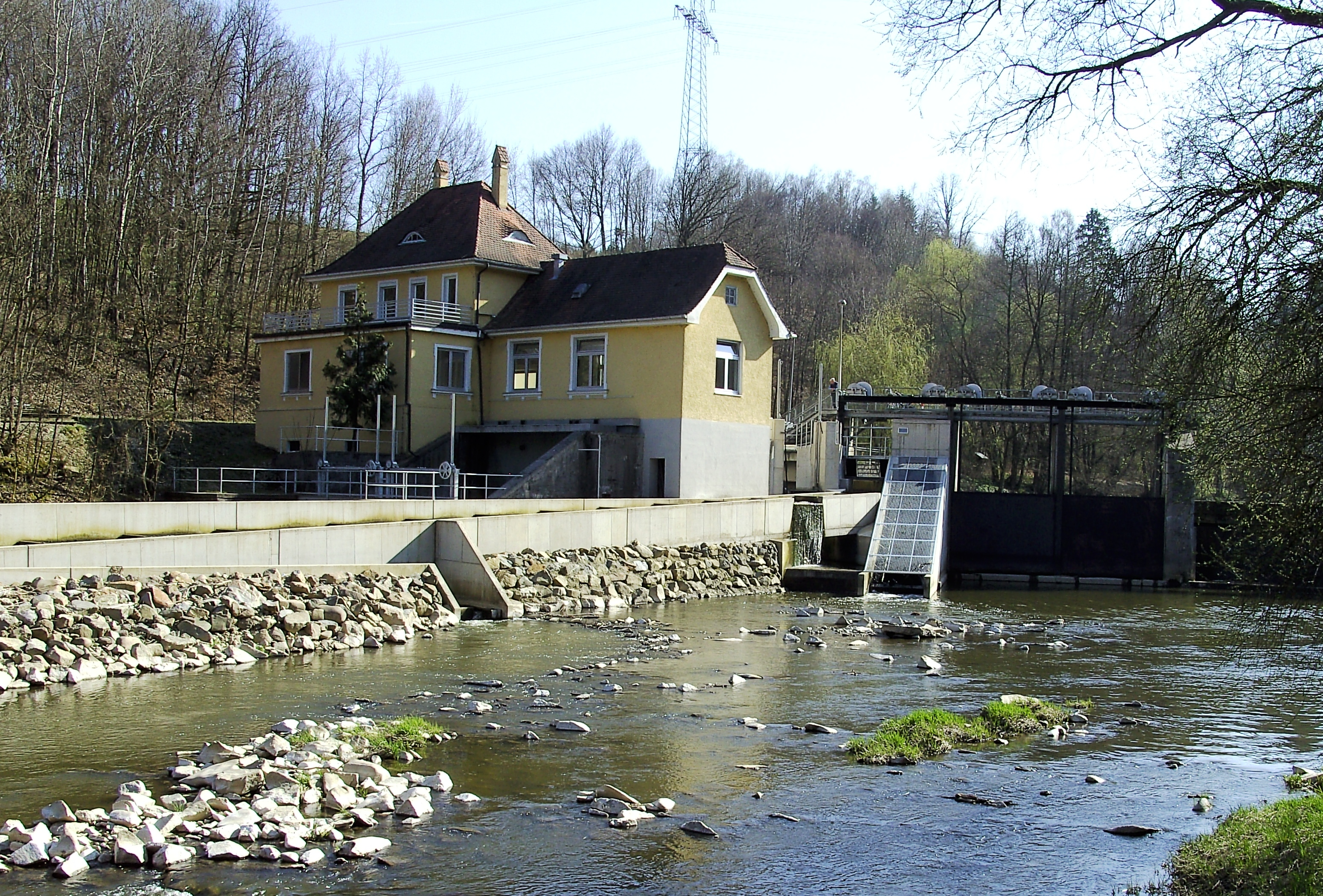
Das Vilskraftwerk der Stadt Vilshofen an der Donau
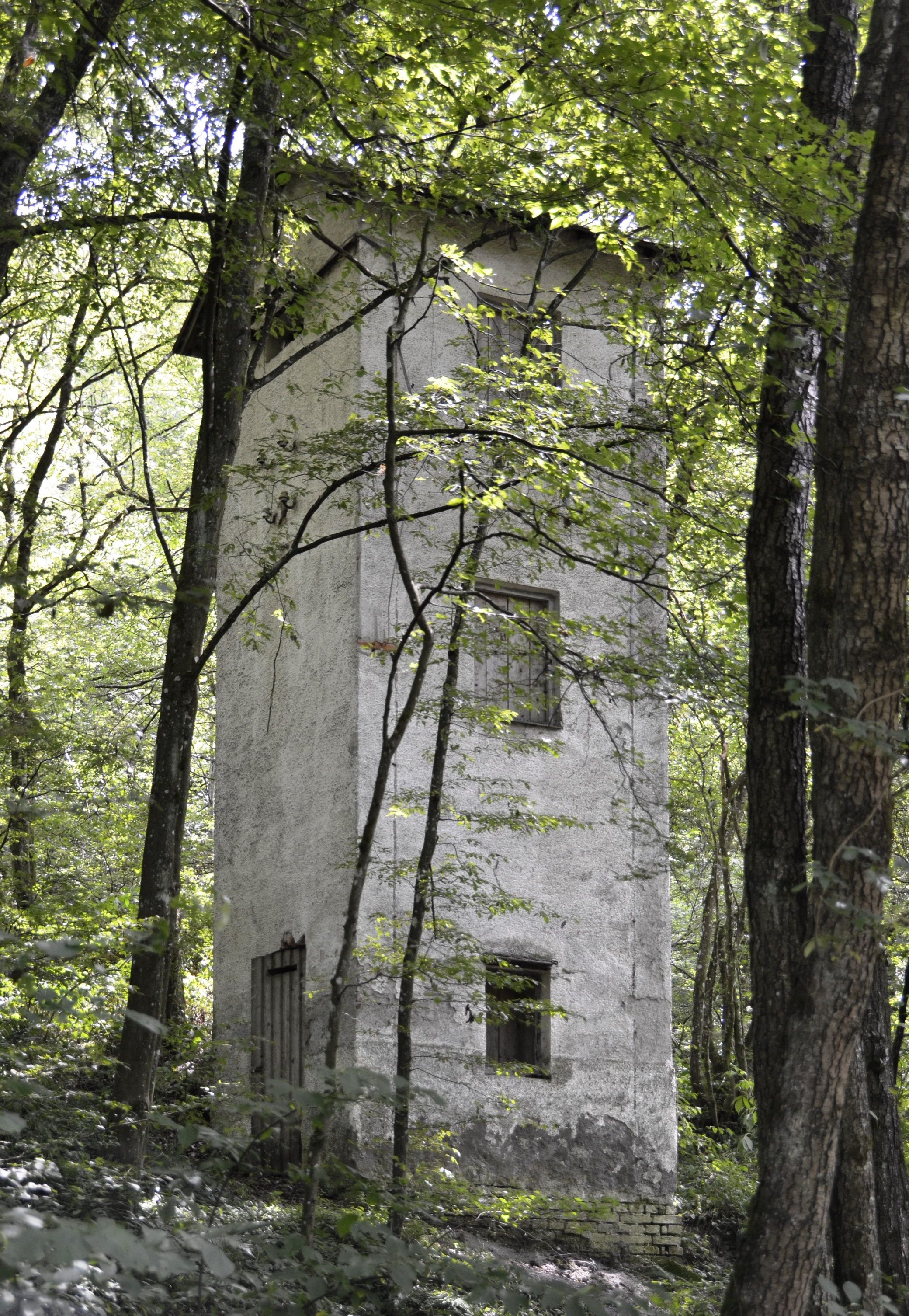
Ein Überbleibsel der ehemaligen Abbautätigen im Naturschutzgebiet: der Trafoturm
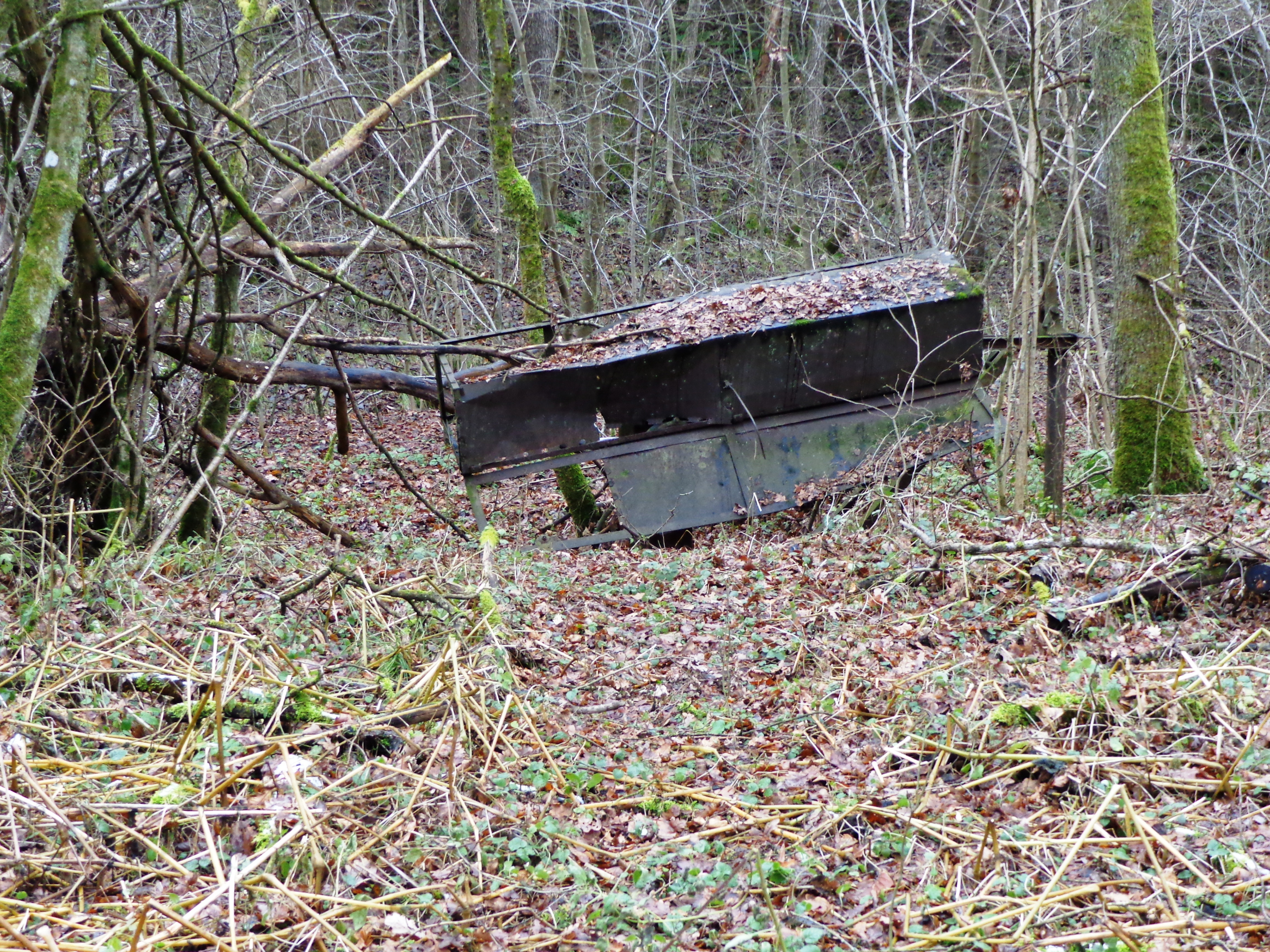
Die Reste der mechanischen Waage, mit welcher die Steine vor dem Abtransport per Bahn gewogen wurden